# Danny Polo

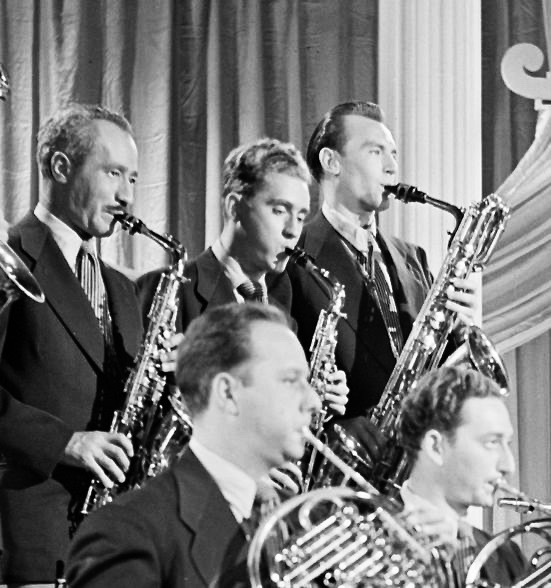
Danny Polo (links, neben Lee Konitz und Bill Bushing) bei einer Studiosession in New York, ca. September 1947. Foto: William P. Gottlieb

Danny Polo (* 22. Dezember 1901 in Clinton, Indiana; † 11. Juli 1949 in Chicago) war ein US-amerikanischer Klarinettist und Saxophonist (Alt- und Tenorsaxophon) des Swing.

## Leben und Wirken
Polo wurde nach dem Vorbild seines Vaters Klarinettist; im Alter von acht Jahren spielte er schon in Marching Bands. In seiner Jugend spielte er im Duo mit Claude Thornhill; in den 1920er Jahren arbeitete Danny Polo bei Elmer Schoebel (1923), Merritt Brunies, Arnold Johnson, Ben Bernie, Jean Goldkette (1926) und Paul Ash. 1927 wurde er Mitglied der Formation The New Yorkers, der auch Dave Tough angehörte; mit Tough ging er nach Europa auf Tournee, wo er bei verschiedenen Bandleadern arbeitete, wie Lud Gluskin in Berlin, George Carhart und Arthur Briggs. Von 1930 bis 1935 spielte Polo bei Bert Ambrose in England, kehrte dann im Dezember 1935 in die USA zurück. 1938 spielte er erneut in England, arbeitete erneut bei Ambrose, dann in bei Ray Ventura in Paris 1939. 
Ende des Jahres kehrte Polo wieder in die Vereinigten Staaten zurück und spielte Anfang der 1940er Jahre u. a. bei Joe Sullivan, Jack Teagarden (1942), bei dem er auch in Bing Crosbys Film Birth of the Blues auftrat; außerdem im Orchester von Claude Thornhill, dem er mit einer Unterbrechung bis zu seinem Tod 1949 angehörte. Kurze Zeit leitete er im mittleren Westen eine Territory Band, kehrte dann 1947 zu Thornhill zurück, erkrankte dann aber bald und starb 48-jährig. Polo nahm zwei Sessions unter eigenem Namen auf, die in Europa um 1938/39 entstanden. Er war außerdem an Aufnahmen von Jean Goldkette, Leonard Feather (1939), Coleman Hawkins, Joe Sullivan, Benny Carter und George Wettling (1939/1940), sowie von Jack Teagarden (1941) und (Claude Thornhill) (1947) beteiligt.

## Lexigraphische Einträge
- Carlo Bohländer, Karl Heinz Holler: Reclams Jazzführer (= Reclams Universalbibliothek. Nr. 10185). 2., revidierte und erweiterte Auflage. Reclam, Stuttgart 1977, ISBN 3-15-010185-9.